# 在中華人民共和国シリア大使館
在中華人民共和国シリア大使館（アラビア語: سفارة السورية في الصين、中国語: 叙利亚驻华大使馆、英語: Embassy of Syria in China）は、シリアが中華人民共和国の首都北京市に設置している大使館である。
1956年8月1日、中国とシリアの外交関係が樹立される。1958年から1961年にかけて、シリアはエジプトと合邦してアラブ連合共和国を形成していたため、シリアがアラブ連合から離脱するまではアラブ連合が中国に大使を常駐させていた（在中華人民共和国アラブ連合大使館）。シリアの在中国大使館は、同国がアラブ連合から離脱した後に開設された。

## 住所
| 日本語 | 〒100600 北京市朝陽区三里屯東四街6号                        |
| 中国語 | 北京市朝阳区三里屯东四街6号，邮编：100600                   |
| 英語   | No.6 Dongsijie, Sanlitun, Chaoyang District, Beijing 100600 |

## 大使
2023年4月24日より、ムハンマド・ハサネイン・ハッダームが特命全権大使を務めている。